# Google Poly
Poly er en hjemmeside skabt af Google for at lade brugerer gennemse, distribuere og downloade 3D-objekter. Den har et gratis bibliotek, der indeholder tusindvis af 3D-objekter til brug i virtual reality og augmented reality applikationer. Den er beregnet til at gøre det nemt for skaberer at få adgang til og dele 3D-objekter.

## Funktioner
Brugere kan søge i Poly model bibliotek efter specifikke søgeord, og uploade eller downloade modeller i OBJ-fil-format. De fleste modeller kan være "remixet" ved hjælp af Tilt Brush og Google Blocks applications integration. Remixede objekter bliver automatisk publiceret på Poly med anerkendelse og links til den oprindelige skabere. Objekter kan ses ved hjælp af Cardboard eller Daydream View. - Brugere kan også oprette enkle animerede GIFs af objekter til download.